# الأمراض الخيالية

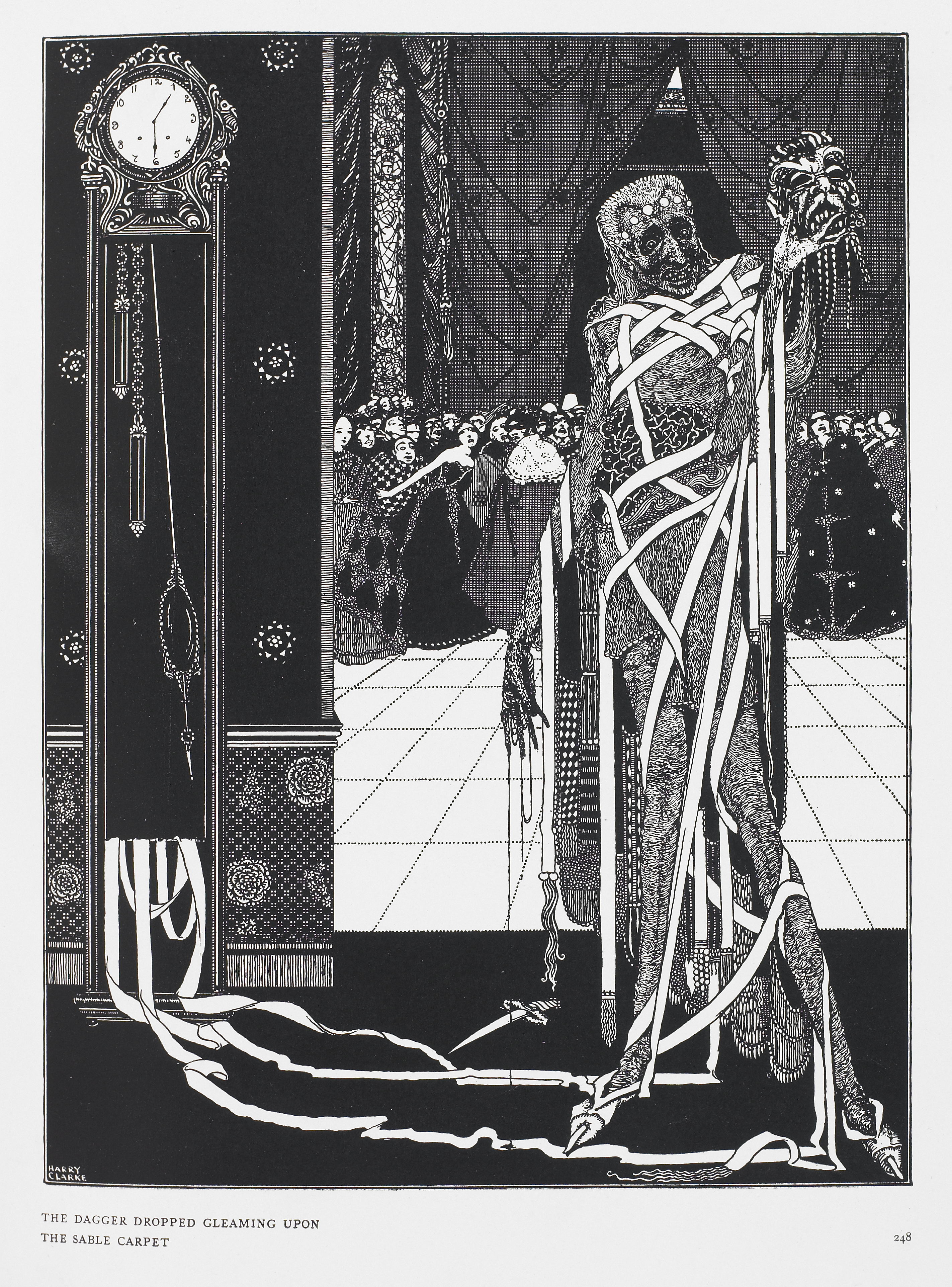
1919 رسم توضيحي لهاري كلارك لـ Edgar Allan Poe 's 1842 The Masque of the Red Death

تشكل الأمراض الواقعية والخيالية ، دورًا مهمًا في الأدب الخيالي ، في ظل وجود أمراض معينة مثل مرض هنتنغتون والسل في العديد من الكتب والأفلام. تعد الأوبئة الوبائية التي تؤثر على حياة البشرية سلبا بأكملها ، مثل سلالة أندروميدا ، في ظل وجود العديد من الأمراض الخيالية الموجودة في الأدب والسينما.

## أمراض حقيقية

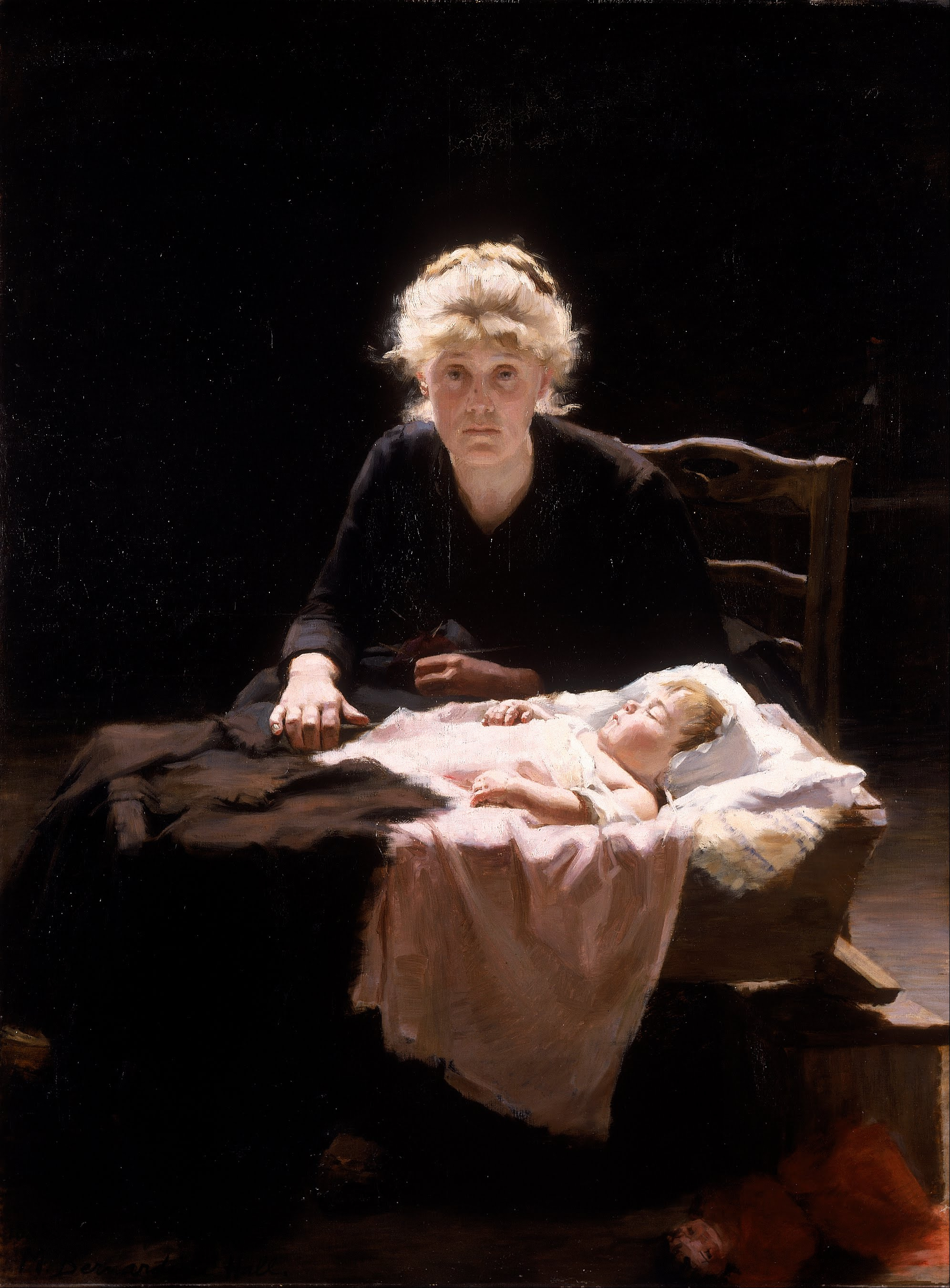
شخصية فيكتور هوغو Fantine (في روايته 1862 Les Miserables) مع الاستهلاك في لوحة عام 1886 بواسطة Margaret Bernadine Hall

ظهرت الأوبئة الحقيقية من العناصر المركزية لكتب من كتاب جيوفاني بوكاتشيو . 1353 ديكاميرون فصاعدا. يحكي بوكاتشيو حكايات عشرة أشخاص من الجنسية فلورنسي هربوا من الموت الأسود في مدينتهم. وضح الكتاب حكايات كانتربري التي ألفها جيفري تشوسر في القرن الرابع عشر ، والتي تدور احداثها حول حكاية قصص الأشخاص الذين يحجون في زمن الطاعون.  لعام 1957 الختم السابع و تدور أحداثها في الدنمارك خلال فترة الموت الأسود ، وتتميز بلعبة شطرنج مع Death تم تجسيدها كشخصية تشبه الراهب. 
في القرن التاسع عشر كلن مرض السل منتشر خلال ذلك القرن ، وظهرت خلال تلك الفترة الأعمال الرئيسية في الأدب الروسي . من اهمهم فيودور دوستويفسكي الذي استخدم موضوع العدم الاستهلاكي مرارًا وتكرارًا ، مع كاترينا إيفانوفنا في الجريمة والعقاب ؛ كيريلوف ، وكلاهما و في رواية الابله . فعل الكاتب الروسي الشيء نفسه مع في الأب والأبناء .  في الأدب الإنجليزي للعصر الفيكتوري ، تشمل روايات السل الرئيسية روايات تشارلز ديكنز 1848 دومبي آند سون ، وإليزابيث جاسكل 1855 الشمال والجنوب ، والسيدة. اليانور همفري وارد عام 1900.  
كانت بداية ظهور الطاعون لألبير كامو عام 1947 ، والذي تعلق إلى الكوليرا في فرنسا في القرن التاسع عشر ، على أنه تحكي حكاية عن حاجة الناس إلى مساعدة وتضامن الناس ببعضهم في وسط العالم الذي لا معنى له الذي تراه المدرسة الوجودية ، وكذلك إشارة إلى الغزو الألماني لفرنسا ، جديد في عقل كامو. 
يظهر مرض من الأمراض الذي يسمى هنتنغتون الذي يوجد في الكثير من الروايات مثل رواية إيان ماك إيوان الذي كان في يوم السبت 2005. تم انتقادها على أنها متحيزة في المجلة الطبية The Lancet لتصويرها السلبي لبطل الرواية مع المرض. 

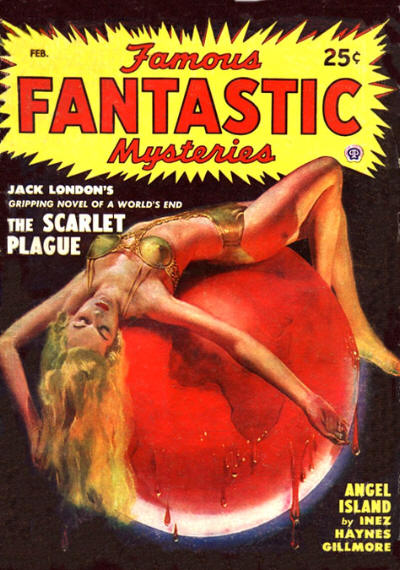
أعيد طبع الطاعون القرمزي لجاك لندن عام 1912 في عدد فبراير 1949 من مشاهير الألغاز الرائعة

ظلت الأمراض تلك التي تكون معدية شغلهم الشاغل ، وأجهزة حبكة في عالم الخيال.   يعتبر دانيال ديفو الرائد عام 1722 عبارة عن حكاايات يوميات خيالية عن حياة رجل خلال عام الطاعون عام 1665 في إنجلترا. ابتكرت ماري شيلي ، 1826 الرجل الأخير ، نوع "انتج فلم عن الوباء مروع بسرد القصص عن وباء الطاعون الذي ينتشر في جميع أنحاء أوروبا نحو أبطالها في بريطانيا. إن رواية " قناع الموت الأحمر " للكاتب إدغار آلان بو عام 1842 هي قصة تتحدث عن الوباء حلال تلك الفترة ، ربما تدل إلى غطرسة الأثرياء وأعدائهم. في الآونة الأخيرة ، فيلم مايكل كريشتون عام 1969 هو فيلم خيال علمي عن ميكروب يهدد العالم ينزله قمر صناعي إلى الأرض ويمحو بلدة في أريزونا. يبذل العلماء ذوو اللون الأبيض قصارى جهدهم لاحتواء تفشي المرض.